# Cratete di Atene
Cratete di Atene (in greco antico: Κράτης?, Krátēs; in latino Crates; Atene, ... – ...; fl. V secolo a.C.) è stato un commediografo greco antico, esponente della commedia antica.

## Biografia
Cratete, ateniese, sarebbe stato all'incirca contemporaneo di Eschilo, secondo alcune fonti. Avrebbe esordito come attore nelle commedie di Cratino, per poi dedicarsi all'attività drammaturgica egli stesso, riportando la vittoria, comunque, solo tre volte, di cui la prima probabilmente nel 450 a.C. Aristotele lo considerò un innovatore del genere comico, poiché abbandonò la composizione in giambi e introdusse le storie e i racconti, analogamente a quanto si stava sperimentando in Sicilia.

## Commedie
Della sua opera restano sette titoli e sessanta frammenti: Γείτονες (I vicini), Ἥρωες (Gli Eroi), Θηρία (Le bestie), Λάμια (Lamia), Πεδῆται (Gli incatenati), Σάμιοι (Gli uomini di Samo), Τόλμαι (Le gesta ardite).

Secondo Aristofane, Cratete avrebbe introdotto in scena commedie garbate e piene di spirito, mentre, secondo altre fonti, sarebbe stato il primo ad introdurre sulla scena personaggi ubriachi: dai frammenti pervenuti, comunque, il giudizio aristofaneo risulta confermato, con descrizioni utopiche e un linguaggio poco giambico. Anzi, nelle Bestie egli presentava due temi ricorrenti nella Commedia Antica: la presenza di cori animali, che alcuni hanno visto come parte delle origini del genere, e la realizzazione di un mondo ideale, la cui parole chiave è automatos.